# Another Messiah
«Another Messiah» (до 2002 года — «Nee») — нидерландская прогрессив-/дум-/дэт-метал-группа из Неймегена, существовавшая с 1994 по 2008 годы.

## История
Группа была создана в Неймегене в 1994 году. Коллектив, первоначально выступавший под названием «Nee», выпустил две демозаписи и один мини-альбом, а к 2002—2003 году музыканты продолжили свою творческую деятельность, сменив название на «Another Messiah». Музыкальный стиль «Another Messiah» отошёл от «чистого» дум-метала, получив большее влияние других поджанров, а специфической особенностью коллектива стало также активное использование гобоя в композициях.
Дебютный (и единственный) альбом «Dark Dreams, My Child» был выпущен в 2005 году. Он получил внимание в основном со стороны музыкальных рецензентов из Германии, достаточно критически оценивших работу музыкантов. В то же время группа начинает активную концертную деятельность, выступая в том числе и на крупных фестивалях.
«Another Messiah» распались в 2008 году. В последний состав группы входили вокалист и гобоист Робби Й. де Клерк (нидерл. Robbie J. de Klerk), гитарист Мартейн Р. ван де Лёр (нидерл. Martijn R. van de Leur), бас-гитарист Эрик Якобс (нидерл. Erik Jacobs) и барабанщик Кристиан А. Й. Б. Крауэрс (нидерл. Christiaan A.J.B. Crouwers).

## Дискография

### Под названием «Nee»

#### Мини-альбомы
- «Spieghel Historial» (1998)

#### Демозаписи
- «Acid Rain» (1996)
- «Under the Waterfall» (1998)

### Под названием «Another Messiah»

#### Альбомы
- «Dark Dreams, My Child» (2005) —  Rock Hard: [5]; Legacy: ⌀7.92[6]

#### Мини-альбомы
- «Another Renaissance» (2003)